# عاصمة الثقافة العربية (الدوحة)
تم اختيار مدينة الدوحة القطرية لتكون عاصمة الثقافة العربية لسنة 2010 في اجتماع وزراء الثقافة العرب في عمان عام 2002.
و الاحتفاء بمدينة الدوحة كعاصمة للثقافة العربية، يسمح لدولة قطر بتعزيز مكانة المدينة الثقافية عربيا، من خلال تسليط الضوء على الجوانب التاريخية والحضارية والتراثية للمدينة.

## الانطلاقة
انطلقت فعاليات الدوحة عاصمة للثقافة العربية رسميا يوم 28 يناير بأوبريت يحمل اسم «بيت الحكمة». بمشاركة وفود رسمية عدة كالرئيس بشار الأسد وعقيلته

## الفعاليات
أحيت الفرقة العربية للأناشيد الوطنية حفلا إنشاديا وطنيا بتاريخ 30 نيسان/أبريل 2010 على مسرح قطر الوطني من الموقع الرسمي للاحتفالية.

## مواقع خارجية
- الموقع الرسمي للدوحة عاصمة الثقافة العربية 2010 نسخة محفوظة 6 مارس 2010 على موقع واي باك مشين.